# OGLE-TR-56b
OGLE-TR-56bとは、いて座の方角にあるホット・ジュピターである。太陽系から1500パーセク離れた恒星OGLE-TR-56の周囲を公転している。この惑星は2002年11月3日にOptical Gravitational Lensing Experiment (OGLE) プロジェクトによりトランジット法で発見され、2003年1月4日にドップラー分光計により確認された。この天体は軌道を一周するのに29時間しかかからず、2008年4月1日にWASP-12bが発見されるまで、6年間に渡って知られている中で最も軌道周期の短い惑星であった。この惑星には鉄の雨が降ると報じられている。